# Висконсин херд
Висконсин херд (енгл. Wisconsin Herd) амерички је кошаркашки клуб из Ошкоша у Висконсину. Клуб се такмичи у НБА развојној лиги и тренутно је филијала НБА тима Милвоки бакси.

## Историја
Клуб је основан 2017. године.

## Познатији играчи
- Џејлен Адамс
- Драган Бендер
- Џоел Боломбој